# フリードリヒ・ハインリヒ・フォン・ゼッケンドルフ

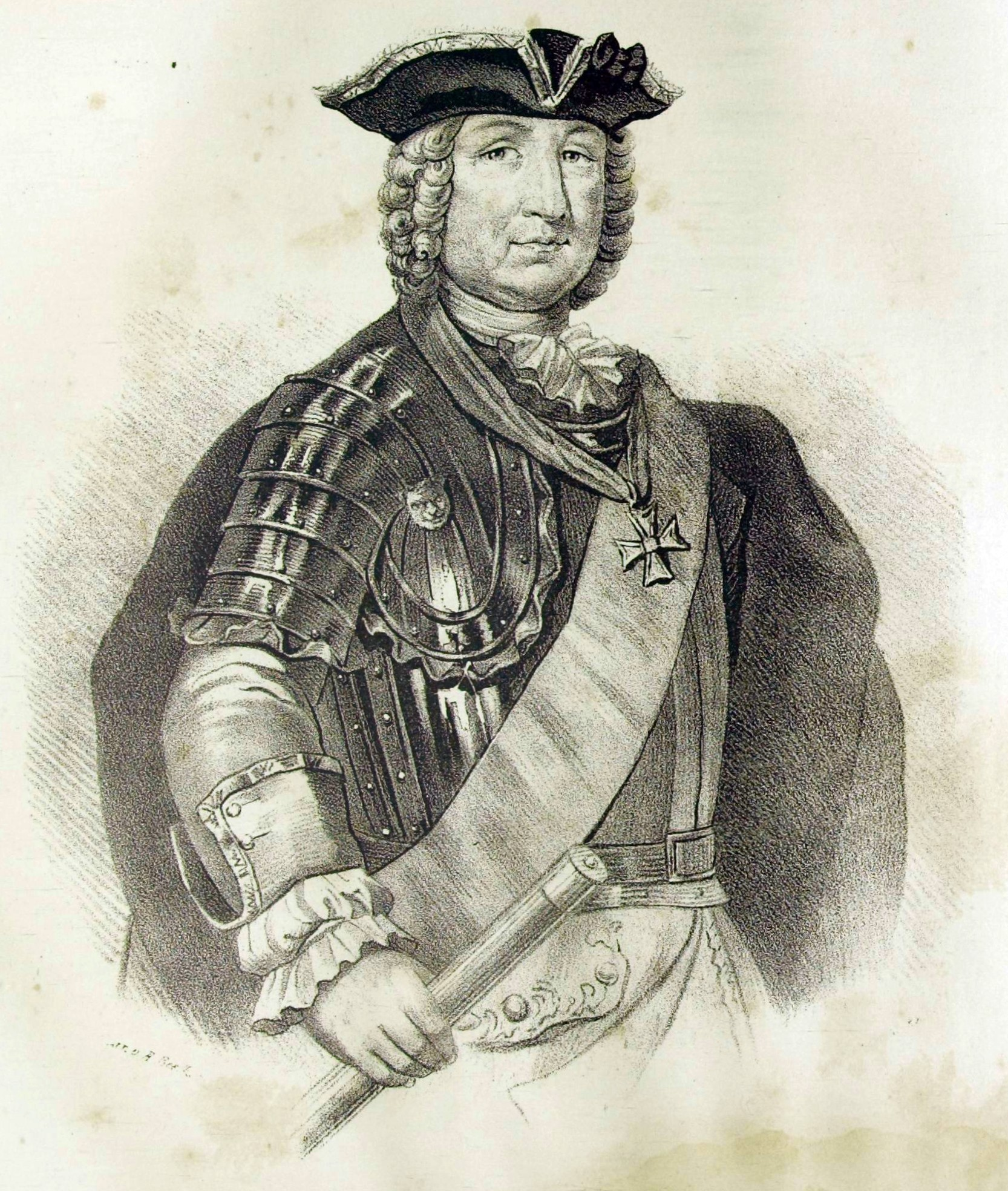
フリードリヒ・フォン・ゼッケンドルフ

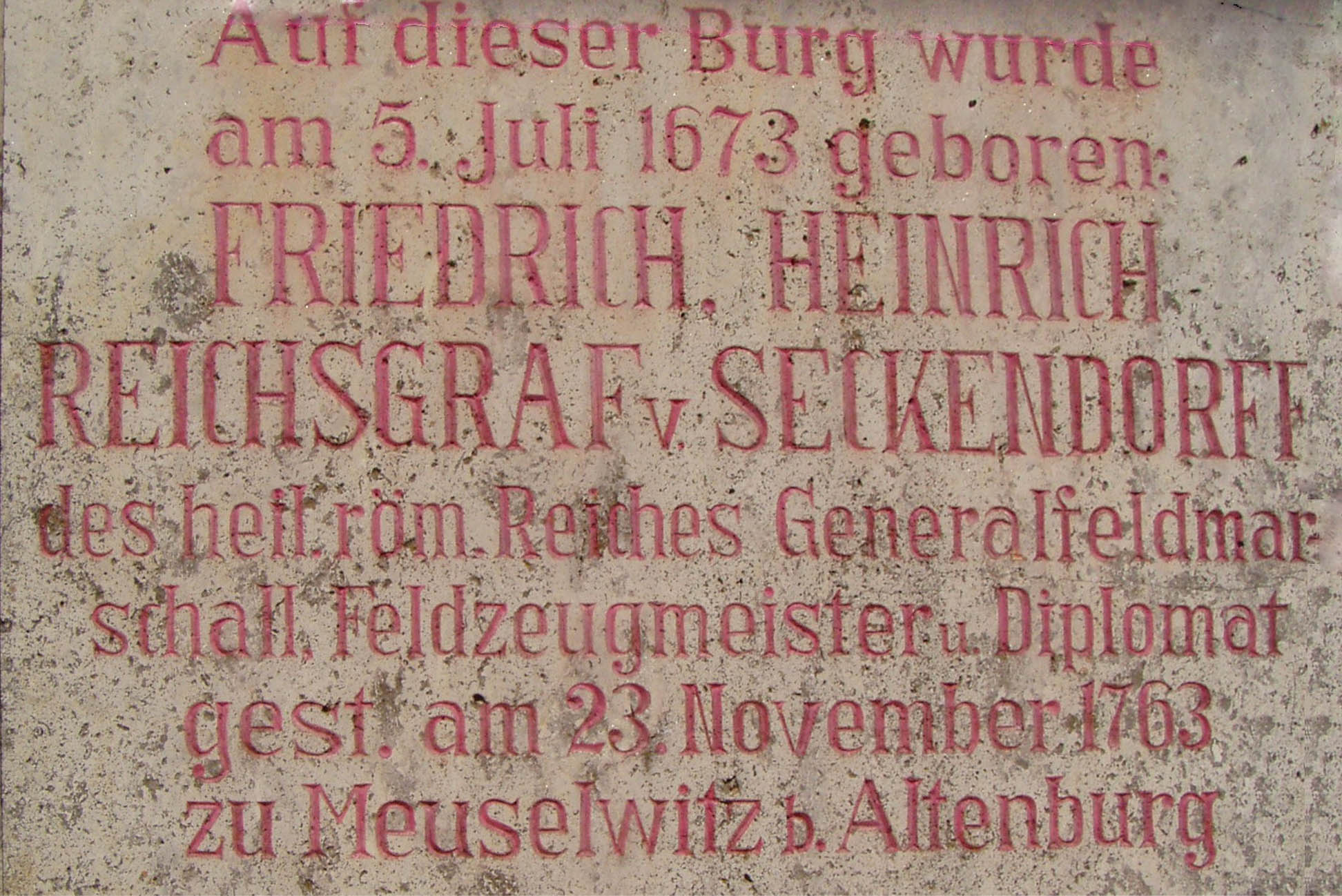
バイエルンのケーニヒスベルク城にあるゼッケンドルフ元帥の銘板。

フリードリヒ・ハインリヒ・フォン・ゼッケンドルフ（ドイツ語: Friedrich Heinrich von Seckendorff, 1673年7月5日、ケーニヒスベルク・イン・バイエルン（en） - 1763年11月23日、モイゼルヴィッツ（en））伯爵は、神聖ローマ帝国の元帥・外交官である。ゼッケンドルフ家出身。
プロイセン王国の王太子フリードリヒ（後のフリードリヒ2世）とハプスブルク家の皇女マリア・テレジアとの婚約を意欲的に提案したと言われているが、ハプスブルク家に仕えていたオイゲン公の意向を受け、イギリス王女アメリア・ソフィー（en）とフリードリヒの婚姻によるイギリスとプロイセンの連携を阻止すべく、代わりに王大子とブラウンシュヴァイク＝ベーヴェルン家の公女エリザベート・クリスティーネとの結婚に尽力し成功を収めた。

## 生涯
ゼッケンドルフはイェーナ、ライプツィヒ及びライデンの各大学で法学を学び、1693年にオラニエ＝ナッサウ家領、続いてザクセン＝ゴータ公領（en）及びアンスバッハ侯領、そして1697年に神聖ローマ帝国軍（en）に仕官した。1698年にはオイゲン公の指揮下で大トルコ戦争に参加している。

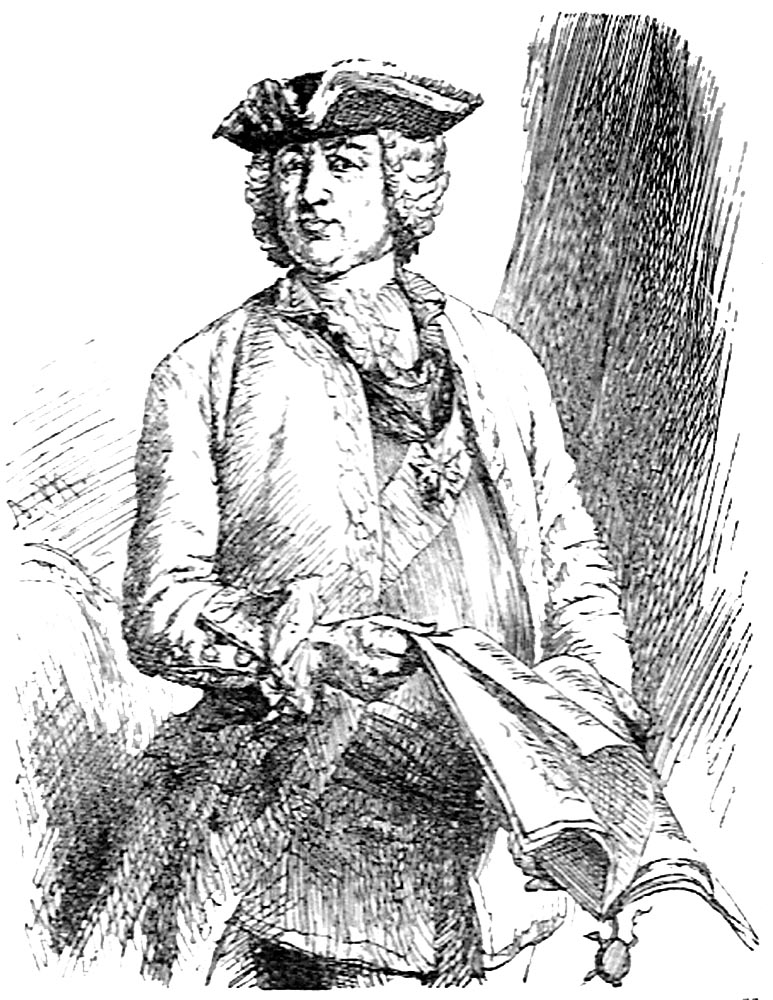
アドルフ・メンツェル（en）が描いたハインリヒ・フォン・ゼッケンドルフ（19世紀の作品）

スペイン継承戦争では1704年のブレンハイムの戦いで指揮下のアンスバッハ竜騎兵連隊の先頭に立ち、16本の軍旗を奪った。続いて大佐に昇進するとラミイの戦い（1706年）とアウデナールデの戦い（1708年）、リール包囲戦（1708年）にも参加した。その後、少将としてポーランド王兼ザクセン選帝侯アウグスト2世に仕官し、フランドルでザクセンからの派遣軍 (de:Ansbachsches Grenadier-Bataillon) を率いる。1713年、ポーランドの大使としてハーグでユトレヒト条約の交渉に参加し、1715年にザクセン公国軍（en）司令官としてシュトラールズントの攻略に携わり、1717年には中将へと昇進した。
オイゲン公の指揮下で参加した墺土戦争で1717年のベオグラード包囲戦ではアンスバッハ侯領の2個連隊を率い、四カ国同盟戦争中の1718年にはシチリアでスペイン軍と戦って勝利を収め、同軍に撤収を強いている。1719年、帝国伯（en）に叙せられると1721年には砲兵大将（en）に昇進した。
1726年以降はベルリンの宮廷で神聖ローマ帝国の大使を務めており、プロイセン王フリードリヒ・ヴィルヘルム1世の寵愛を受けて大きな影響力を振るっていたグルンプコウ（en）と組んで極めて巧妙にオーストリアの利益を引き出している。また王太子フリードリヒとブラウンシュヴァイク＝ヴォルフェンビュッテル公女エリーザベト・クリスティーネの婚約を成立させ、ドイツ諸邦やネーデルラントそしてデンマーク各地の宮廷で国事詔書への承認の獲得に尽力した。
1734年以降は神聖ローマ帝国軍に復帰し、マインツ総督として同地の要塞（en）で司令を務める。ポーランド継承戦争では神聖ローマ帝国軍の騎兵大将として3万の軍を率いてフンスリュック（en）を経由し、1735年10月20日にクラウゼン（en）でフランス元帥フランクトー（en）率いるフランス軍を破った。続いて勃発したオーストリア・ロシア・トルコ戦争（en）では死病の床に就いていたオイゲン公の推薦により、オーストリア軍の元帥としてベオグラード（ニシュとも）近郊に展開する軍の上級指揮権を託される。当初こそ成功を収めていたものの、ゼッケンドルフはこの軍を後にサヴァ川まで後退させなくてはならなくなった。そのため政敵の弾劾を受けて告訴され、グラーツ要塞 (de:Festung Graz) に収監される。
マリア・テレジアによって釈放されるとゼッケンドルフはバイエルンに仕官し、バイエルン軍（en）の総司令官となり、オーストリア継承戦争ではミュンヘンを解囲し、紆余曲折の末にオーストリア軍をボヘミアまで押し戻した後、指揮権を返上した。神聖ローマ皇帝カール7世が薨去すると、フュッセン条約（1745年4月22日）で実現するオーストリアとバイエルンの和解に向けて協力している。
後継のフランツ1世によって様々な名誉職への就任を認められた後、ゼッケンドルフはアルテンブルク近郊、モイゼルヴィッツの領地に隠棲したが、1758年、オーストリアとの間でプロイセンに不利な書簡を交わした嫌疑により、プロイセン王フリードリヒ2世の命令で逮捕され半年間マクデブルク要塞 (de:Festung Magdeburg) に拘留された。5年後の1763年11月23日、90歳の高齢でモイゼルヴィッツで没した。

## 文献
- ヨハン・ハインリヒ・ツェトラー (Johann Heinrich Zedler) 著：『Grosses vollständiges Universal-Lexicon aller Wissenschafften und Künste』第36巻、ライプツィヒ、1743年、898-段：該当箇所（ドイツ語）
- コンスタンティン・フォン・ヴルツバッハ (Constantin von Wurzbach) 著：de:Seckendorf, Friedrich Heinrich Graf、『オーストリア帝国伝記事典 (de:Biographisches Lexikon des Kaiserthums Oesterreich) 』、第33巻所収。Verlag L. C. Zamarski, ウィーン、1877年、 P. 266及び次頁。
- Heinrich Kematmüller (1891). "Friedrich Heinrich Reichsgraf von Seckendorff-Gudent". Allgemeine Deutsche Biographie (ドイツ語). Vol. 33. Leipzig: Duncker & Humblot. pp. 514–517.
- K. Bosl, G. Franz, H. H. Hofmann (Hrsg.): Biographisches Wörterbuch zur Deutschen Geschichte. Dritter Band: S–Z, Francke, München 1975, S. 2608–2609.
- Bruno Kuntke: Friedrich Heinrich von Seckendorff (1673–1763). Matthiesen Verlag, Husum 2007 (Historische Studien 491), ISBN 978-3-7868-1491-7
- Bruno Kuntke: Seckendorff-Gudent, Friedrich Heinrich Graf von. In: Neue Deutsche Biographie (NDB). Band 24, Duncker & Humblot, Berlin 2010, ISBN 978-3-428-11205-0, S. 118 f. (電子テキスト版).